# 517

## Esdeveniments
Països Catalans

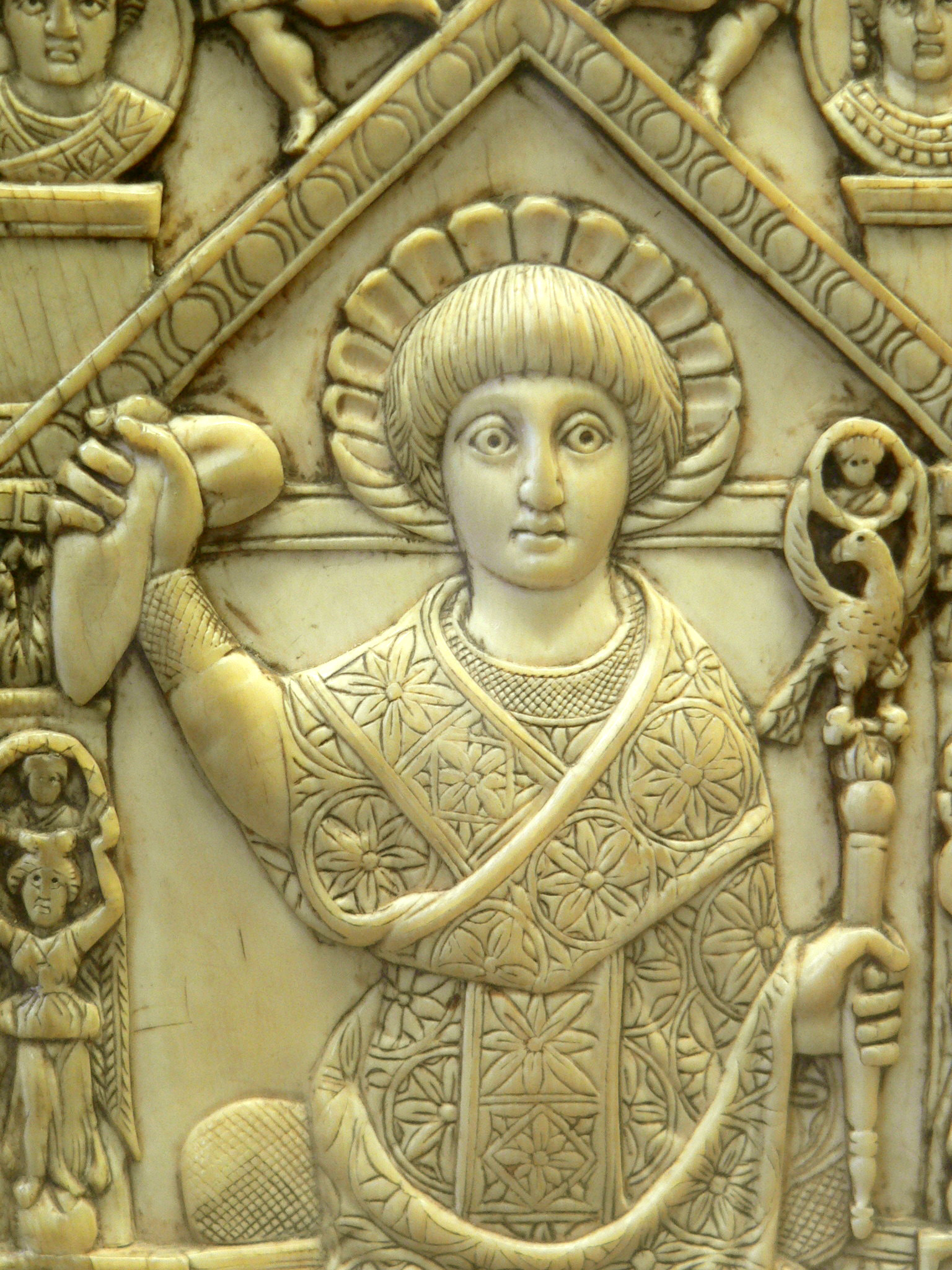
Díptic consular de Flavi Anastasi Probus, conservat a la Biblioteca Nacional de França

- Se celebra el Concili de Girona. Hi assisteixen set bisbes.[1]

Resta del Món
- L'emperador Wu de la xinesa dinastia Liang es fa budista i introdueix la religió a la Xina central.
- Clotilde, filla del rei franc Clodoveu I i de Clotilde es casà amb Amalaric, rei dels visigots, cosa que va permetre segellar la pau entre els hereus de Clodoveu i els visigots, deu anys després de la batalla de Vouillé.
- El rei Segimon de Borgonya fa escanyar el seu fill Sigeric. El remordiment acabaria fent-lo ingressar al monestir de Sant Maurici d'Agaunum que ell mateix fundà al 522.
- Timoteu III succeeix Diòscor II com a patriarca grec ortodox d'Alexandria.
- Concili d'Epaone (a prop d'Anneyron i Albon), on bisbes del sud de la Gàl·lia dictaminen que els altars no poden ser de fusta, sinó que han de ser de pedra i ungits amb el crisma.
- Flavi Anastasi Probus és nomenat cònsol.
- Els búlgars envaeixen Tràcia, fins aleshores sota el control de l'Imperi Romà d'Orient.

## Naixements
- Caribert I, rei franc (m. 567).
- Sant Ebrulf, hermità i abat franc (m. 596).

## Necrològiques
- Diòscor II, Papa copte i patriarca grec ortodox d'Alexandria[2]
- Timoteu I, patriarca d'Alexandria[3]